# Talisker

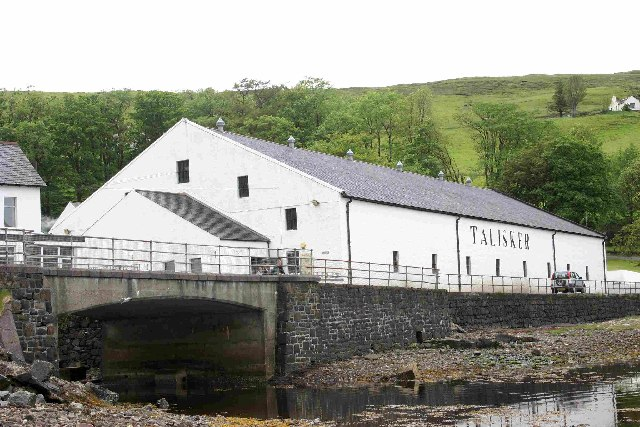

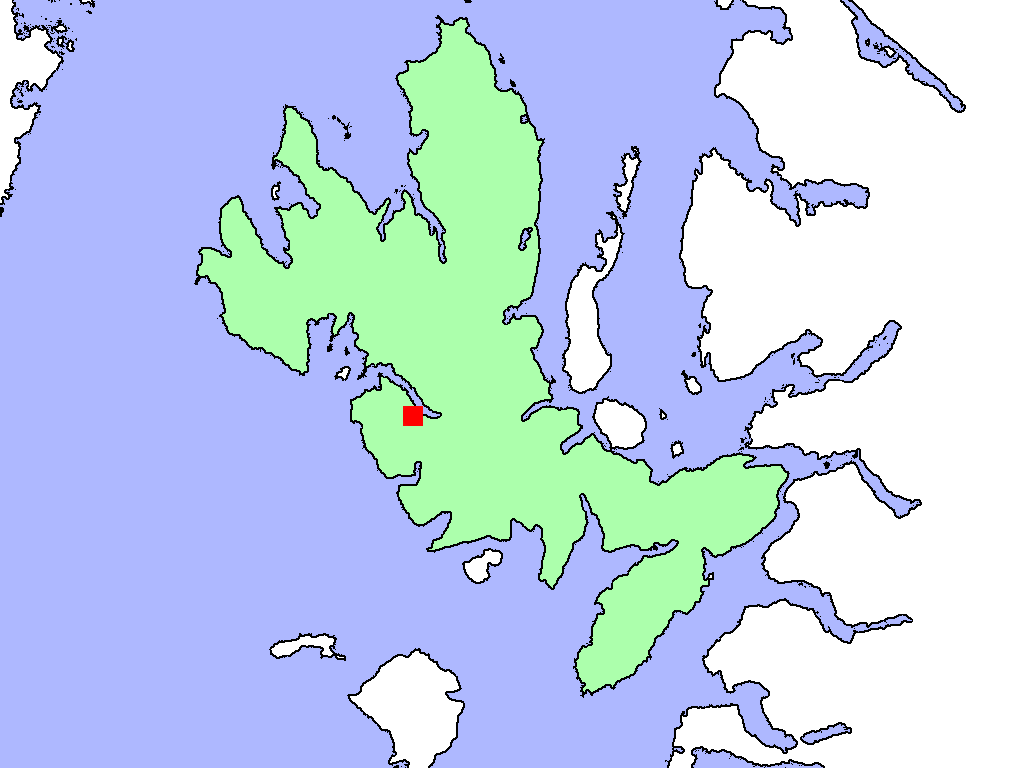
Destilleriets läge på Isle of Skye

Talisker är ett whiskydestilleri beläget på ön Isle of Skye vilket grundades av bröderna MacAskill 1830, söner till den dåvarande lokala doktorn på ön. Destilleriet flyttades två gånger under sina första år. 1843 fick det sitt nuvarande läge vid viken Loch Harport. Talisker trippeldestillerade sin whisky fram till 1928, men i och med det ovanligt torviga vattnet som användes så var det ingen lätt whisky.
Talisker var länge det enda destilleriet på ön, men sedan 2017 finns ytterligare ett destilleri, Torabhaig, som siktar på att släppa en 10-årig whisky 2027.
Destilleriet totalförstördes 1960 av en brand. Vi återuppbyggnaden tillverkades nya pannor som, in i minsta skavank, var exakta kopior av de tidigare.
Destillationsutrustningen är ovanlig. De tre sprit- och två mäskpannornas lynearmar går horisontellt från pannan ut genom väggen och kylningen sker utomhus i gammaldags kopparspiraler i vattenfyllda träkar. Mäskpannorna är också speciella. Dels genom att de horisontella lynearmarna har en vertikal sträcka innan de går horisontellt genom väggen, och dels genom att de är försedda med returledningar "purifiers" där de ångor som kondenserat innan lynearmen går genom väggen leds tillbaka till pannan. Konstruktionen ger väsentligt större kopparkontakt än vanligt.